# Pro Tools
Pro Tools är ett digitalt ljudbearbarbetningssystem (DAW), utvecklat och släppt av Avid. Pro Tools används för digital ljudredigering, och används i stor omfattning för ljud inom film och television samt vid musikproduktion. Pro Tools kan användas på Windows och Mac OS. 

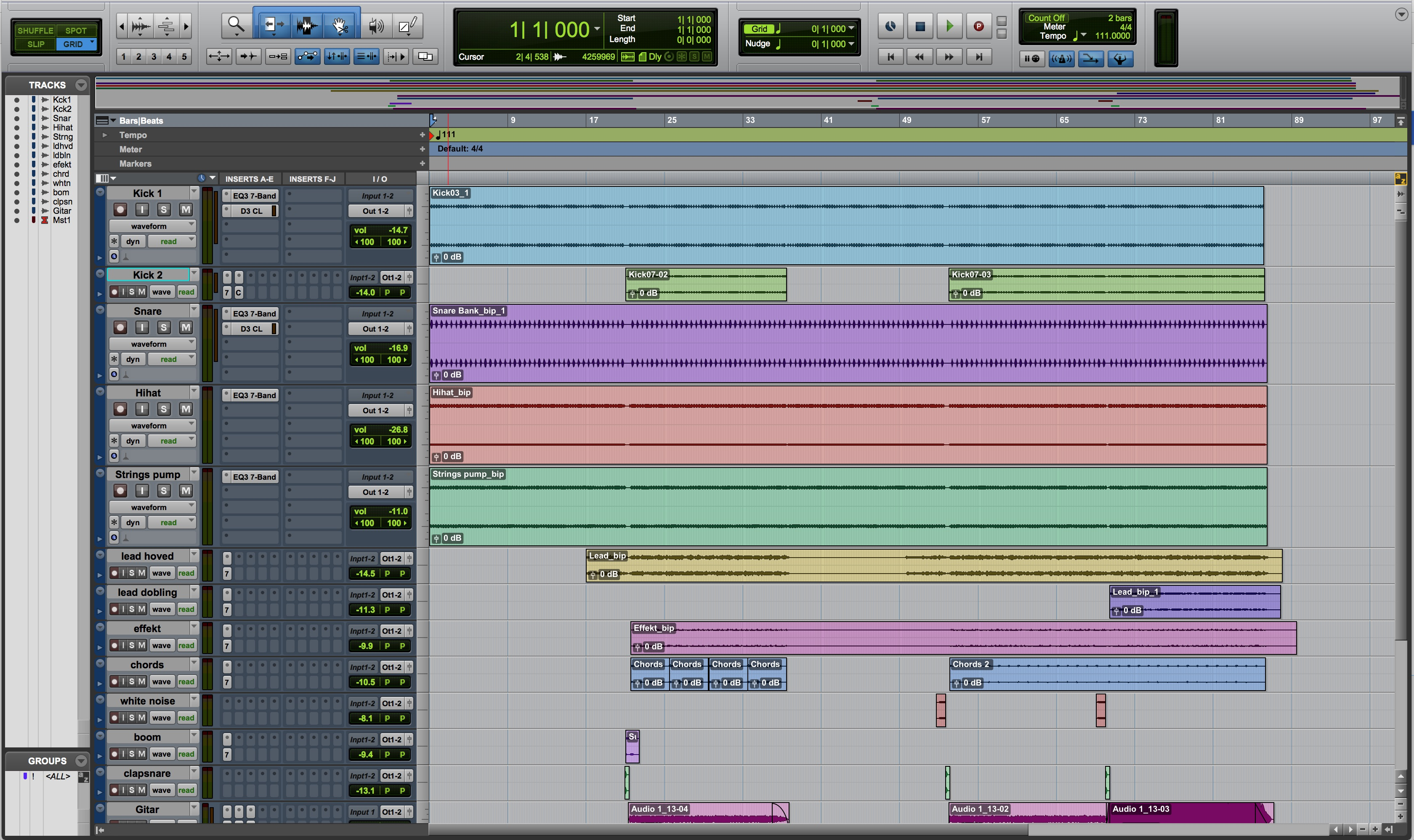
Så här ser editfönstret ut.

Pro Tools kan hantera 16-, 24-, 32- och 64-bitsljud med samplingsfrekvenser upp till 192 kHz. De filformat som Pro Tools kan hantera består av WAV, AIFF, AIFC, mp3, Windows Media Audio (WMA), SDII- samt QuickTime-videofiler.
Pro Tools arbetade tidigare tillsammans med dedikerad Pro Tools-hårdvara som var ansluten till datorn där programmet körs. Sedan version 10 har det varit möjligt att köra programmet utan dedikerad hårdvara.

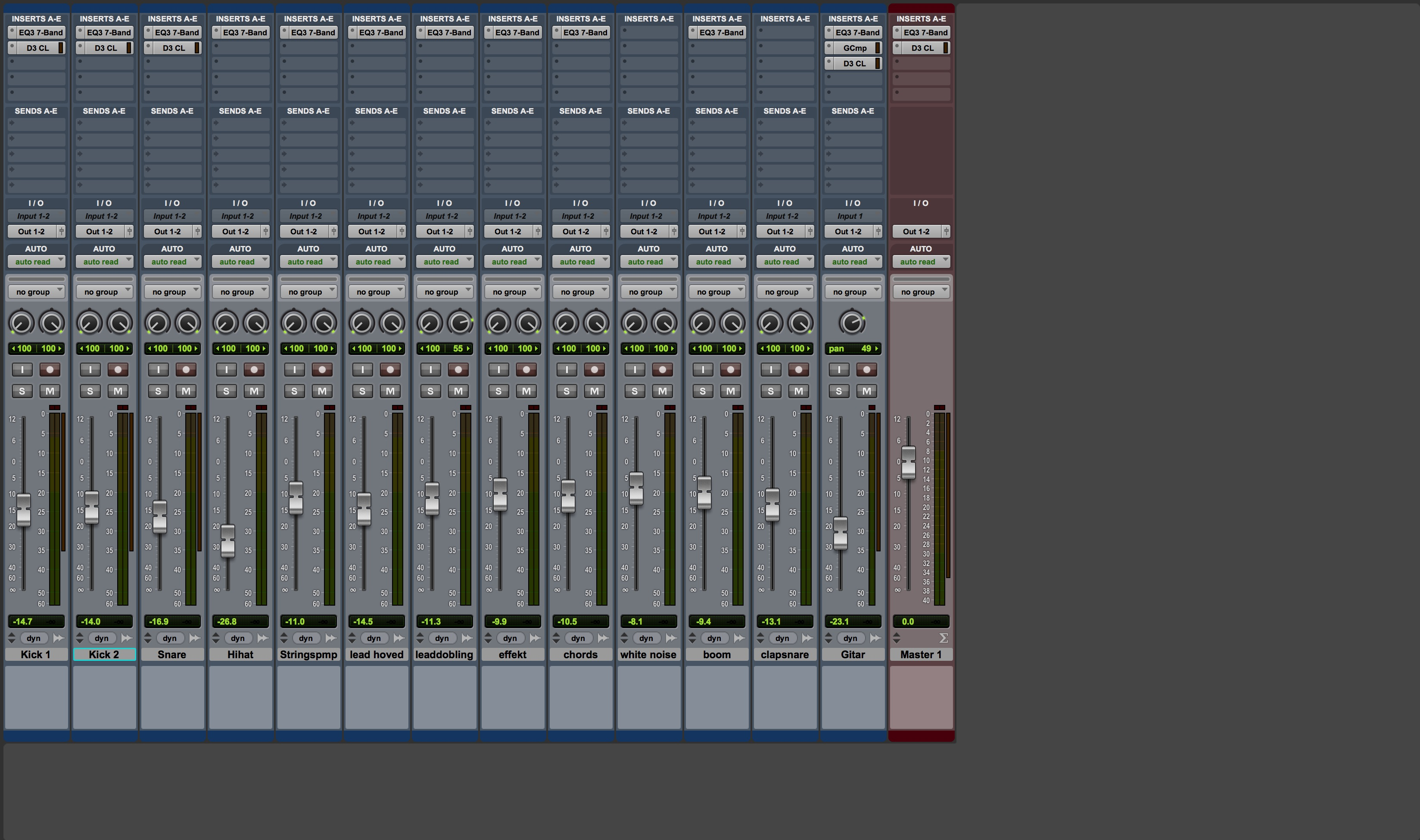
Så här ser mixfönstret ut.

## Historia
Pro Tools har utvecklats av de två doktorander, Evan Brooks och Peter Gotcher från University of California, Berkley. Det första utkastet till Pro Tools infördes 1984 under varumärket Sound Designer. Sound Designer producerades ursprungligen för redigering av ljud för en E-mu Systems Emulator samplingskeyboard, men konsumenterna upptäckte att de kunde använda det även till andra keyboards.
Den första versionen lanserades 1991 av Digidesign. Pro Tools 1 hade möjlighet till fyra spår med både analoga och digitala in- och utgångar. Detta system inte kunde konkurrera med den dåvarande industrin i traditionell inspelning, då många krävde 16 kanalers inspelning.
Denna aspekt förändrades 1993 när Pro Tools 2 lanserades. Med hjälp av ny teknik kunde fyra sammanlänkade kort ge 16 kanaler. 1995 kom Pro Tools 3 vilket var en stor förbättring. Nu var det standard med 16 kanaler i ett kort och användaren kunde fortfarande ansluta fyra kort och på så sätt få möjlighet med upp till 64 spår.

## Gränssnitt
Det finns två huvudfönster tillgängliga i Pro Tools, Edit och Mix som båda kan användas separat från varandra. Edit-fönstret visar alla de spår som användaren skapat samt de ljudfiler som denne spelat in eller importerat. I denna vy kan användaren redigera både ljudfiler samt MIDI-spår. Här kan ljudfiler redigeras på ett icke-linjärt och icke-destruktivt sätt. Mix-fönstret ger användaren tillgång till Pro Tools-mixern där användaren kan utföra en mängd olika funktioner som till exempel höja eller sänka ljudstyrkan av de spår denna skapat i Edit-fönstret med hjälp av en volym-regel som finns tillgänglig för varje individuellt spår samt en ratt för panorering. Här kan användaren även ta hjälp av effekter eller annan signalprocessering som exempelvis reverb eller kompression som kan läggas till på varje enskilt spår.
Tillgängligt för användaren finns även ett MIDI-redigeringsfönster där användaren har tillgång till en mängd olika funktioner för att kunna importera, exportera och redigera MIDI-information. volym, panorering och notlängd med mera.

## Advanced Instrument Research (AIR)
Efter att Avid fått tillgång till det Tyska företaget Wizoo Sound Design, samarbetade dessa på ett projekt som senare kom att kallas för Advanced Instrument research (AIR). Detta betydde att Avid nu började utveckla virtuella instrument och plugin-effekter för användning i Pro Tools. Dessa kom senare att släppas till andra program i VST- och VST3-format.
Dessa instrument och effekter fanns tillgängliga vid köp av en Pro Tools-licens, de instrument och effekter som ingick bestod av:
- Structure FREE, ett samplings baserad playback-instrument.
- Boom, en trummaskin med en pattern-sequencer.
- Xpand!2, en multitimbral synthesizer.
- DB33, en Hammond Orgel emulator.
- Vakuum, en monofonisk vintage synthesizer.
- Mini Grand, en samplingsbaserad piano emulator.

I detta pack ingick även ett flertal olika effekter som exempelvis reverb, kompression, modulering och andra effekter som en del av Pro Tools.
Andra effekter skapade av AIR inkluderar:
- Hybrid, en högkvalité synthesizer.
- Velvet, vintage elektriskt piano.
- Transfuser, real-tids loop, phrase och groove generator.